# Pride of Poland
Pride of Poland – coroczna aukcja koni arabskich, odbywająca się w Janowie Podlaskim, tuż po Narodowym Pokazie Koni Arabskich. Licytowane na niej konie pochodzą z polskich hodowli: Stadnin Koni w Janowie Podlaskim i Michałowie oraz ze Stada Ogierów w Białce i ze stadnin prywatnych.
Pierwsza aukcja koni arabskich w Janowie Podlaskim została zorganizowana w 1970 roku. Nazwa Pride of Poland została jej nadana w roku 2001. Aukcja w Janowie Podlaskim stała się z czasem swoistym barometrem światowych cen wierzchowców, kształtującym podaż i popyt na konie arabskie. Do 2007 roku włącznie, na janowskiej aukcji zlicytowanych zostało ponad 1300 koni.
Najwyższe ceny na aukcji licytowane były w latach 80. XX wieku. Wtedy to padały rekordy cenowe: ogier El Paso został sprzedany za milion dolarów, ogier Bandos za 806 tys. dolarów, ogier Deficyt ľ za 609 tys. dol., a ogier Banat ľ za 525 tys. dol.
W 2007 roku, podczas Aukcji Pride of Poland, najwyższą cenę, 300 tys. euro, uzyskała klacz Pieta. Zakupiła ją Shirley Watts, żona perkusisty z zespołu The Rolling Stones, Charliego Wattsa. Inne dwa konie sprzedane na tej aukcji, to klacze: Zulejka za 205 tys. euro i Altona za 180 tys. euro. Obydwie sprzedano do Belgii. Agencja Nieruchomości Rolnych, będąca właścicielem państwowych stadnin koni, oszacowała, że roczne wpływy z Aukcji Pride of Poland w latach 2003-2007 wyniosły ok. 1 mln euro.
10 sierpnia 2008 roku w Janowie Podlaskim odbyła się 39. Aukcja Pride of Poland. Wystawionych na sprzedaż było 37 klaczy, a wśród nich najcenniejsza, czempionka janowskiego XXIX Narodowego Pokazu Koni Arabskich Czystej Krwi z 2007 roku, 13-letnia klacz Kwestura, hodowli SK Michałów. Kwestura została sprzedana za 1,125 mln euro. Jest to najwyższa cena, jaka kiedykolwiek została osiągnięta za konia na aukcji w Janowie Podlaskim. Klacz kupił nabywca z Bliskiego Wschodu.
Podczas Pride of Poland 2015 padł absolutny rekord – za klacz janowskiej hodowli, Pepitę (Ekstern – Pepesza/Eukaliptus), championkę Polski 2014 i Best in Show – zapłacono 1,4 mln euro.
Organizatorem Pride of Poland był przez wiele lat Polturf, który w kwietniu 2016 zerwał umowę z powodu braku kontaktu ze stadninami. W 2016 roku aukcję zorganizowała stadnina w Janowie we współpracy z Międzynarodowymi Targami Poznańskimi [1]. Do licytacji przystąpiło 44 kupców, a aukcję obserwowało ok. 450 gości. Najwyższą cenę 300 tys. euro uzyskała klacz Sefora z hodowli w Janowie Podlaskim. Nabywca konia pochodzi z Kataru. Łącznie suma uzyskana w wyniku sprzedaży w aukcji wyniosła 1,271 mln euro.
Dwie klacze - Emirę i Al Jazeerę licytowano dwukrotnie. Nieprawidłowościami podczas aukcji zajęła się prokuratura.
W 2017 r. partnerem stadniny w Janowie Podlaskim przy organizacji aukcji Pride of Poland ponownie są Międzynarodowe Targi Poznańskie.
W 2017 roku na aukcji sprzedano zaledwie 6 koni za niewiele ponad 400 tys. euro.
Podczas aukcji w 2018 roku sprzedano 6 koni za łączną kwotę 501 tys. euro. Niestety, michałowskie klacze Parmana wylicytowana za 180 tys. i Elbera za 52 tys. euro oraz białecka Perika za 15 tys. euro nie zostały odebrane przez kupców, co obniżyło wynik finansowy aukcji o połowę. Najdrożej sprzedano klacz Pilarosę hodowli SK Janów Podlaski za 133 tys. euro.
W 2019 roku odbyła się jubileuszowa 50 aukcja Pride of Poland. Najwyższą cenę aukcji, 400 tys. euro, uzyskała klacz Galerida hodowli SK Michałów oraz klacz Potentilla hodowli SK Janów Podlaski wylicytowana za 215 tys. euro. Na aukcji wystawiono 21 klaczy, z czego jedna została wycofana, a 14 sprzedano za kwotę 1,4 mln euro.
Pride of Poland 2020 zdecydowanie podbiła klacz Perfinka hodowli SK Białka, złota czempionka U.S. National Arabian Championships 2019 i Scottsdale Arabian Horse Show 2020, została wylicytowana za rekordową cenę 1,25 mln euro przez kupca z Arabii Saudyjskiej. Z 22 pozycji na liście aukcyjnej, sprzedano 8 klaczy, jeden zarodek od klaczy Enezja hod. i wł. Falborek Arabians oraz przyszłe źrebię od klaczy Emandoria hod. i wł. SK Michałów za łączną kwotę 1,6 mln euro.